# Micropayment
Der Begriff Micropayment bzw. Mikrozahlung bezeichnet ein Zahlungsverfahren geringer Summen, die vor allem beim Kauf von „Paid Content“, also digitalen Gütern wie Musikstücken und Zeitungsartikeln, aber beispielsweise auch beim Kauf eines Brötchens anfallen. Nach herrschender Meinung fallen unter Micropayment Beträge zwischen 0,01 und 5,00 Euro. Darüber hinausgehende Summen werden entsprechend als Macropayments bezeichnet. Diese Grenze wird allerdings in Praxis und Theorie nicht einheitlich verwendet. Den unteren Micropayment-Bereich bezeichnet man häufig auch als Kleinstbetrag, Millipayment, Nanopayment oder Picopayment. Dieser Bereich umfasst beispielsweise die Festnetzentgelte in Deutschland, die in Cent-Bruchteilen abgerechnet werden.
Die Bedeutung micropaymentfähiger Zahlungssysteme erwuchs im Zuge zunehmender E-Commerce-Umsätze Anfang des 21. Jahrhunderts. Mit dem Handel digitaler Güter entstanden ganz neue Geschäftsfelder. Da nun digitale Güter mit sehr geringen Kosten über das Internet verteilt werden konnten, war vermehrt das Niedrigpreissegment angesprochen (Nachrichten, Echtzeit-Börsenkurse, Musik-Downloads, Online-Spiele und andere).

## Problematik
Bei geringwertigen Gütern stellt die Wirtschaftlichkeit der Bezahlung ein zentrales Problem dar: Herkömmliche Verfahren, wie Kreditkartenzahlung oder die Lastschrift sind ungeeignet, da hier die Kosten für die Zahlungsabwicklung oftmals den Warenwert übersteigen. Die Ausweichstrategie vieler Anbieter, ein weitgehend kostenloses Angebot durch Werbung zu finanzieren, ist vielfach nicht zielführend. Erstens wird die steigende Zahlungsbereitschaft der Kunden für (geringwertige) digitale Güter und Dienstleistungen hierdurch nicht abgeschöpft, und zweitens stehen den weitestgehend festen Einnahmen durch die Werbung eventuell schwer kalkulierbare Ausgaben durch den Traffic, den die Nachfrager verursachen, gegenüber. Insgesamt besteht somit scheinbar eine Zahlungssystemlücke: Benötigt werden Verfahren, mit denen niedrigpreisige Güter wirtschaftlich abgerechnet werden können.
Die Erfolgsaussichten von Micropayment-Systemen werden allerdings – insbesondere im angelsächsischen Raum – kritisch diskutiert. Gegner führen oftmals das Konstrukt der mentalen Transaktionskosten (Lit.: Szabo, 1996) an: dem Kunden ist ab einer gewissen Preisuntergrenze bereits die Überlegung, ob ein Gut den hierfür verlangten Preis wert ist, zu „kostspielig“ (Opportunitätskosten). Die „geistigen Kosten“ resultieren aus der Zeit, die u. a. jeweils für die Begutachtung der Eigenschaften des Gutes und für die Entscheidungsfindung benötigt wird. Muss nun eine Menge niedrigpreisiger Güter jeweils abgewogen werden, so kann es sein, dass die mentalen Kosten hierfür die Preise der Güter bereits übersteigen. Zur Reduzierung der mentalen Transaktionskosten wird auf bekannte Maßnahmen wie Produktbündelung verwiesen, also der Zusammenfassung mehrerer Produkte zu einem Paket. Damit wird oftmals der Micropayment-Bereich verlassen.

## Geschichte
Micropayments an sich sind nicht unbedingt ein Phänomen des 21. Jahrhunderts: mit Bildschirmtext etwa war es in Deutschland in den 80er Jahren bereits möglich, nach einem Pay-per-View- oder Pay-per-Click-Modell Beträge zwischen 0,01 und 9,99 DM pro Seite bzw. bis zu 1,30 DM pro Minute abzurechnen. Dennoch wurde das Thema erst Mitte der 1990er-Jahre durch Start-up-Unternehmen wie DigiCash oder FirstVirtual, die sich mit umfangreichen Feldtests als Pioniere an die Etablierung neuer, unkonventioneller Zahlungssysteme heranwagten, intensiv angegangen. Die hohen Erwartungen und die anfängliche Euphorie mussten jedoch schnell der Ernüchterung weichen: so scheiterten nachfolgende Pilotierungen von Banken schnell an mangelnder Nachfrage seitens der Kunden und Händler. Dies war weniger auf einen mangelnden Bedarf, als auf produktspezifische Unzulänglichkeiten zurückzuführen. Die Liste derjenigen Systembetreiber, die bis heute kamen und gingen, ist lang und man kann sagen, dass sich, auch wenn sich hier und da allmählich vielversprechende Tendenzen zeigen, noch kein System vollends durchgesetzt hat.

## Systematisierung
Viele der derzeit um Teilnehmer buhlenden Zahlungssysteme werben mit der Fähigkeit zur Abrechnung von Kleinbeträgen. Im Wesentlichen lassen sich diese Systeme in drei Typen unterscheiden: Vorausbezahlte Systeme, Billing-/Inkasso-Systeme und Mobilfunkbasierte Systeme.

### Vorausbezahlte Systeme
Bei der Nutzung vorausbezahlter („Pre-Paid“)-Systeme ist der monetäre Belastungszeitpunkt dem eigentlichen Kauf zeitlich vorgelagert. Das Guthaben ist also quasi garantiert und es kann zum Kaufzeitpunkt von kostspieligen Liquiditätskontrollen und Kontozugriffen abgesehen werden. Zu den vorausbezahlten Systemen zählen eGeld-, Bonuspunkte-/Rabattsysteme und virtuelle Konten.

#### eGeld
Unter eGeld werden solche Systeme zusammengefasst, die unter die Definition des im 1998 erschienenen Berichtes der Europäischen Zentralbank (Lit.: Europäische Zentralbank, S. 7) und unter die E-Geld-Richtlinie (2009/110/EG) (Lit.: Europäische Union, Art. 1 Nr. 3b) fallen. Damit handelt es sich bei eGeld um Produkte, die in breitem Umfang für Zahlungen an Unternehmen, außer an die ausgebende Stelle, genutzt werden können. (Letzteres bedeutet, dass etwa Ein-Zweck-Karten – wie die Telefonkarte, bei dem die systembetreibende Institution gleichzeitig der Geld-Empfänger ist – aus dieser Definition ausgeschlossen werden; stattdessen soll eine bargeldähnliche, breite Zahlungsmöglichkeit gegeben sein).
Es gibt Systeme auf Softwarebasis, bei denen kunden- und ggf. händlerseitig eine Wallet-Software installiert werden muss, die die Funktionen einer elektronischen Geldbörse, wie Guthabenspeicherung und -saldierung, bereitstellt.
Weiterhin gehören hardwarebasierte Lösungen in Form von Smart Cards zu eGeld. Hierbei werden die Funktionen der elektronischen Geldbörse von einem Microchip bereitgestellt.
Eine besondere Variante des eGeldes sind verteilte, auf Peer-to-Peer Verfahren basierende Systeme, die bargeld- und überweisungsähnliche kombinieren. Ein Beispiel hierfür ist der Ethereum basierte Token EUROe des Unternehmens Membrane Finance.

#### Bonuspunkte-/Rabattsysteme
Bei Bonuspunkte- und Rabattsystemen handelt es sich um Geldsurrogate, bei denen die Händler vorauszahlen. Hierbei werden im Voraus beim Systembetreiber Bonuspunkte zu ihrem monetären Gegenwert eingekauft, die dann anschließend an die Kunden weitergegeben werden können. Letztere können mit den gesammelten Punkten Produkte aus dem Angebot der am System angebundenen Unternehmen erwerben – sei es zu vergünstigten Konditionen oder vollständig punktefinanziert.

#### Virtuelle Konten
Unter virtuellen Konten wird eine Reihe von heterogenen Systemen zusammengefasst. Charakteristisch ist, dass es sich nicht um eGeld im obigen Sinne handelt und dass ein bestimmtes Guthaben existiert, welches sukzessive aufgebraucht werden kann. Hierzu zählen zum einen sogenannte Scratch-Cards, bei denen ein kartenidentifizierender Code freigerubbelt werden muss, unter dessen Angabe anschließend ein zugehöriges Guthaben verbraucht werden kann. Das Guthaben ist nicht auf der Karte selbst gespeichert, sondern auf einem Schattenkonto beim Systembetreiber.
Weiterhin fallen hierunter Onlinekonto-basierte Verfahren, bei denen zunächst ein Guthaben geschaffen bzw. aufgeladen werden muss. Anschließend können z. B. per E-Mail Werteinheiten zwischen Personen oder Kunden und Händlern übertragen werden.

### Billing-/Inkasso-Systeme
Billing-/Inkasso-Systeme senken die Kosten pro Transaktion dadurch, dass zunächst eine Reihe von Einzelzahlungen kumuliert werden („Billing“), die dann anschließend periodisch in einem zweiten Schritt addiert mittels herkömmlicher Zahlungsverfahren beglichen werden. Als Inkassostellen treten neben den Banken auch häufig Telekommunikationsanbieter auf; die Bezahlung kann dann direkt über die (Mobil-)Telefonrechnung erfolgen.

### Mobilfunkbasierte Systeme
Mobilfunkbasierte Micropayment-Systeme (siehe Handypayment) bilden eine Querschnittsfunktion: Mittels mobiler Endgeräte ermöglichen sie die ortsunabhängige Bezahlung durch die oben aufgeführten Systemtypen. Neben der allgegenwärtigen Zahlungsmöglichkeit sind auch der hohe Verbreitungsgrad von Mobiltelefonen, die mit den Geräten verbundene Identifizierbarkeit der Kunden sowie die günstigen Voraussetzungen der Mobilfunknetze hinsichtlich der Übertragungssicherheit von Vorteil. Beispiele sind Android Pay oder Apple Pay.

## Anforderung an Micropaymentsysteme
Folgende Anforderungen werden an die Vielzahl von Bezahlsystemen gestellt.
| Anforderungen Käufer:                              | Anforderungen Anbieter:                       |
| -------------------------------------------------- | --------------------------------------------- |
| Hohe Sicherheit                                    | Hoher Sicherheitsstandard                     |
| Absicherung im Schadensfall                        | Verlässlichkeit, Schutz vor Missbrauch        |
| Kostenfreiheit                                     | Geringe Transaktionskosten                    |
| Stornomöglichkeit                                  | Minimierung der Zahlungsausfälle              |
| Viele Akzeptanzstellen                             | Hohe Verbreitung und Akzeptanz des Systems    |
| Benutzerfreundlichkeit                             | Einfache Handhabung                           |
| Warenerhalt vor Zahlung                            | Schnelligkeit des Bezahlvorgangs              |
| Anonymität                                         | Eindeutige Identifizierung                    |
| unkomplizierte Software- und Hardwareanforderungen | kostengünstige Implementierung im Unternehmen |

## Micropayment als Online-Entertainment-Geschäftsmodell
In den letzten Jahren hat sich unter den Schlagwörtern Micropayment oder Micro Transactions innerhalb der Unterhaltungsindustrie (vor allem im Bereich Musik und in der Branche der Computer- und Videospiele) ein System entwickelt, welches dem Kunden den Zukauf von Einzelelementen für bereits erworbene Produkte ermöglicht. Kleinstbeträge werden dafür aufgebracht, MP3-Player mit Songs zu bestücken (z. B. per iTunes oder Amazon) oder besondere Gegenstände, Kapitel, Episoden und Vorteile in Spielen zu erwerben, die andere Spieler auf normale Weise nicht erhalten können. Der physikalische Produktionsaufwand steht dabei oft in ungleichem Verhältnis zum potenziellen Gewinn, da ein virtueller Gegenstand (auch eine MP3-Datei) schließlich nur ein einziges Mal hergestellt werden muss, aber davon ausgehend unendlich viele Kopien erstellt werden können. Je nach Beliebtheit der jeweiligen Plattform kann der Absatz enorme Erträge einbringen. Das Grundprinzip versteht sich nach der Auffassung, dass viele Kleinstbeträge zusammen durchaus lukrativ sein können, wenn nur ein einmaliger Produktionsaufwand besteht.
Micropayment findet sich exemplarisch in den Geschäftsmodellen von virtuellen Welten wie Second Life, in PC-Gaming-Vertriebsplattformen wie Steam, Virtual Console für Nintendo Wii oder Games for Windows und in Itemshops von MMORPGs wie World of Warcraft oder Runes of Magic.
Im Bezug auf Free-to-play-Modelle sorgt das Micropayment erst für die eigentliche Bezahlung des Dienstes. Bei einem Free-to-play-Modell handelt es sich um ein Marketingkonzept, das vor allem bei Onlinespielen Einsatz findet. Das Spiel kann hierbei grundsätzlich kostenlos über das Internet bezogen und gespielt werden, doch für ein flüssiges Voranschreiten muss der Spieler kleinere Vorteile, Pakete oder eine besondere Spiel-Währung erwerben, um mit den führenden (und ebenfalls zahlenden) Mitspielern gleichziehen zu können. Kostenpflichtige Extra-Inhalte werden dadurch oft mandatorisch für die eigene Leistungsfähigkeit. Je nach investierter Spielzeit und je nach Enthusiasmus können sich die Kleinstbeträge in Summe zu durchaus größeren Beträgen verdichten. Als Gegensatz hierzu verwenden vor allem renommierte Spielehersteller ein Abo-Modell, welches – ähnlich einer Flatrate – einen höheren, festen Betrag in Rechnung stellt. Dafür stehen dann aber auch sämtliche Spielinhalte allen zur Verfügung.
Die Zahlungsmethoden sind einfach gehalten und funktionieren in der Regel über ein Prepaid-System, per Kreditkarte oder Lastschriftverfahren. Der Konsument erwirbt im Geschäft oder online eine Punktekarte, die er für den Erwerb innerhalb einer Vertriebsplattform einsetzen kann. Nintendo verwendet für das eigene Angebot beispielsweise sogenannte „Wii-Points“. Ein Wii-Point entspricht dabei – je nach Anbieter – einem Betrag von ca. EUR 0,01.